# 604
604(육백사)는 603보다 크고 605보다 작은 자연수다.

## 수학
- 합성수로, 그 약수는 1, 2, 4, 151, 302, 604다. 진약수의 합은 460이므로, 604는 부족수다.

## 교통
- 유럽 고속도로 604호선: 프랑스 투르에서 비에르종까지 이어지는 유럽 고속도로.
- 지방도 제604호선: 충청남도 예산군 광시면에서 공주시 의당면까지 이어지는 대한민국의 지방도.

- 도도부현도
  - 604번 가나가와현도(일본어판)
  - 604번 오사카부도·효고현도(일본어판)
  - 604번 야마나시현도(일본어판)
  - 604번 홋카이도도(일본어판)

## 문화재
- 대한민국의 보물 제604호: 장말손 적개공신교서

## 작품
- 《604》: 영국의 밴드 레이디트론의 정규 음반. 2001년 2월 6일 출시.

## 기타
- 날짜: 6월 4일
- 연도: 604년, 기원전 604년
- 푸조 604